# Plan de Guadalupe International Airport
Plan de Guadalupe International Airport är en flygplats i Mexiko.   Den ligger i kommunen Ramos Arizpe och delstaten Coahuila, i den centrala delen av landet, 700 km norr om huvudstaden Mexico City. Plan de Guadalupe International Airport ligger 1 456 meter över havet.
Terrängen runt Plan de Guadalupe International Airport är kuperad åt nordost, men åt sydväst är den platt. Terrängen runt Plan de Guadalupe International Airport sluttar norrut. Runt Plan de Guadalupe International Airport är det glesbefolkat, med 9 invånare per kvadratkilometer. Närmaste större samhälle är Saltillo, 16,0 km sydväst om Plan de Guadalupe International Airport. Omgivningarna runt Plan de Guadalupe International Airport är i huvudsak ett öppet busklandskap.